# 芒努斯·莫安
芒努斯·莫安（挪威語：Magnus Moan，1983年8月26日—），挪威男子北欧两项运动员。他曾代表挪威参加2006年、2010年和2014年冬季奥林匹克运动会北欧两项比赛，获得一枚金牌、二枚银牌和一枚铜牌。